# Ascochyta zinniae
Ascochyta zinniae är en svampart som beskrevs av Allesch. 1899. Ascochyta zinniae ingår i släktet Ascochyta, ordningen Pleosporales, klassen Dothideomycetes, divisionen sporsäcksvampar och riket svampar.   Inga underarter finns listade i Catalogue of Life.